# Liste von Schaubergwerken in Deutschland
Die Liste von Schaubergwerken in Deutschland nennt Schaubergwerke, die sich in Betrieb befinden. Voraussetzung für die Aufnahme ist nicht ein ständiger Besucherbetrieb, wohl aber die Möglichkeit, die Bergwerke auf Anfrage unter fachkundiger Führung begehen zu können. Schaubergwerke besitzen in der Regel eine entsprechende Betriebsgenehmigung und sind in offiziellen Listen von Bergbehörden aufgeführt.
Keine Schaubergwerke sind für Berlin, Hamburg, Bremen, Mecklenburg-Vorpommern und Schleswig-Holstein verzeichnet.

## Liste

### Baden-Württemberg
| Name                               | Gemeinde                          | Bemerkung                                                                                        | Lage | Bild |
| ---------------------------------- | --------------------------------- | ------------------------------------------------------------------------------------------------ | ---- | ---- |
| Besucherbergwerk Tiefer Stollen    | Aalen, OT Wasseralfingen          | Eisen, Grubenbahn, Asthmatherapie, Lehrpfad                                                      | Lage |      |
| Salzbergwerk Bad Friedrichshall    | Bad Friedrichshall, OT Kochendorf | Steinsalz; Betrieb: 1899–1994, Besucherbergwerk der Südwestdeutschen Salzwerke AG seit etwa 1960 | Lage |      |
| Grube Himmlisch Heer               | Dornstetten, OT Hallwangen        | historisches Silberbergwerk                                                                      | Lage |      |
| Grube Schauinsland                 | Freiburg im Breisgau              | Blei, Zink, Gangbergbau                                                                          | Lage |      |
| Besucherbergwerk Freudenstadt      | Freudenstadt                      | Silber-Bergbau zwischen 1267 und 1730, auch Friedrichs Fundgrube                                 | Lage |      |
| Silberstollen Gabe Gottes          | Großerlach                        | 30 m langer Erkundungsstollen auf Silber aus dem 18. Jahrhundert                                 | Lage |      |
| Besucherbergwerk Segen Gottes      | Haslach                           | Silber                                                                                           | Lage |      |
| Besucherbergwerk Teufelsgrund      | Münstertal/Schwarzwald            | Flussspat                                                                                        | Lage |      |
| Grube Hella-Glück                  | Neubulach                         | Kupfer, Silber, Wismut                                                                           | Lage |      |
| Besucherbergwerk Grube Frischglück | Neuenbürg                         | Eisen                                                                                            | Lage |      |
| Besucherstollen Niedereschach      | Niedereschach                     | Kupfer und Blei; 16. Jahrhundert; zwei Stollen (Karl und Otto)                                   | Lage |      |
| Grube Wenzel                       | Oberwolfach                       | Silber                                                                                           | Lage |      |
| Grube Anna-Elisabeth               | Schriesheim                       | Silber, Vitriol                                                                                  | Lage |      |
| Besucherbergwerk Silbergründle     | Seebach                           | Blei, Zink                                                                                       | Lage |      |
| Grube Caroline                     | Sexau                             | Blei, Zink                                                                                       | Lage |      |
| Wetzsteinstollen                   | Spiegelberg                       | Sandstein                                                                                        | Lage |      |
| Schaubergwerk Hoffnungsstollen     | Todtmoos                          | Magnetkies und Nickelerz                                                                         | Lage |      |
| Silberbergwerk Suggental           | Waldkirch                         | Silber                                                                                           | Lage |      |
| Grube Marie in der Kohlbach        | Weinheim, OT Hohensachsen         | Blei, Silber                                                                                     | Lage |      |
| Besucherbergwerk Finstergrund      | Wieden                            | Flussspat                                                                                        | Lage |      |

### Bayern
| Name                                   | Gemeinde               | Bemerkung                                                    | Lage | Bild |
| -------------------------------------- | ---------------------- | ------------------------------------------------------------ | ---- | ---- |
| Schmucksteinbergwerk Silberschacht     | Bach an der Donau      | Schmuckstein, Silber                                         | Lage |      |
| Bergbaumuseum Kupferberg               | Kupferberg             | Kupfer                                                       | Lage |      |
| Salzbergwerk Alte Saline               | Bad Reichenhall        | Salz                                                         | Lage |      |
| Besucherbergwerk am Stephansberg       | Bamberg                | Stubensand; 12 km Stollen und Strecken, davon 2 km befahrbar | Lage |      |
| Salzbergwerk Berchtesgaden             | Berchtesgaden          | Steinsalz                                                    | Lage |      |
| Schaubergwerk Silberberg               | Bodenmais              | Pyrit, Vitriol, Maschinenraum                                | Lage |      |
| Erzgrube am Grünten                    | Burgberg im Allgäu     | Eisen                                                        | Lage |      |
| Besucherbergwerk Gleißinger Fels       | Fichtelberg, OT Neubau | Silbereisen (Eisenglimmer), Granit                           | Lage |      |
| Besucherstollen Schmutzlerzeche        | Goldkronach            | Gold, 35 m Stollen befahrbar                                 | Lage |      |
| Besucherbergwerk Mittlerer Name Gottes | Goldkronach            | Gold                                                         | Lage |      |
| Bergwerk Kropfmühl                     | Hauzenberg             | Graphit                                                      | Lage |      |
| Fürstenzeche                           | Lam                    | Silber                                                       | Lage |      |
| Friedrich-Wilhelm-Stollen              | Lichtenberg            | Eisen, Kupfer, Flussspat                                     | Lage |      |
| Bergbaumuseum Peissenberg              | Peißenberg             | Pechkohle, Tiefstollen                                       | Lage |      |
| Grube Wilhelmine                       | Sommerkahl             | Kupfer                                                       | Lage |      |
| Besucherbergwerk Reichhardt–Schacht    | Stulln                 | Fluorit (Flussspat)                                          | Lage |      |
| Zinnerzgrube Werra                     | Weißenstadt            | Uran, Zinn                                                   | Lage |      |

### Brandenburg
| Name                                    | Gemeinde | Bemerkung | Lage | Bild |
| --------------------------------------- | -------- | --------- | ---- | ---- |
| Besucherbergwerk Abraumförderbrücke F60 |          |           |      |      |

### Hessen
| Name                              | Gemeinde                       | Bemerkung | Lage | Bild |
| --------------------------------- | ------------------------------ | --- | ---- | ---- |
| Besucherbergwerk Grube Christiane | Adorf (Diemelsee)              | Eisen, Besucherbergwerk, Museum zur Geologie und zu Bergwerksmaterial | Lage |      |
| Grube Gottessegen                 | Alheim, OT Oberellenbach       | Schwerspat | Lage |      |
| Bergwerk Bertsch                  | Bad Wildungen, OT Bergfreiheit | Kupfer | Lage |      |
| Besucherbergwerk Burgbergstollen  | Battenberg (Eder)              | Eisen | Lage |      |
| Braunkohle Bergbaumuseum          | Borken                         | Besucherstollen und weitere Anlagen | Lage |      |
| Grube Christiane                  | Diemelsee, OT Adorf            | Eisen | Lage |      |
| Grube Ypsilanta                   | Dillenburg, OT Oberscheld      | Eisen | Lage |      |
| Goldbergbau Eisenberg             | Korbach, OT Goldhausen         | Gold, Georgschacht, Lehrpfad | Lage |      |
| Grube Gustav                      | Meißner, OT Abterode           | Barium, Kupfer, Schwerspat. Geschlossen 1967, seit 1986 Besucherbergwerk. | Lage |      |
| Grube Fortuna                     | Solms, OT Oberbiel             | Eisen (Braun-, Roteisenstein und Magnetit); letztes hessisches Eisenerzbergwerk, geschlossen 1983; seit 1987 Besucherbergwerk mit Schachtfahrung und Grubenbahn auf der 150-m-Sohle; ebenso Feld- und Grubenbahnmuseum Fortuna | Lage |      |
| Grube Ludwig                      | Wald-Michelbach                | Förderung von Manganerz von 1889 bis 1918 | Lage |      |
| Bergbau- und Stadtmuseum          | Weilburg                       | | Lage |      |
| Grube Ludwig                      | Wetzlar                        | auch Hausertorstollen; Eisen; Mutung 13. November 1842, ab 1944 U-Verlagerung | Lage |      |
| Schiefergrube Christine           | Willingen (Upland)             | Schiefer | Lage |      |

### Niedersachsen
| Name                                     | Gemeinde                     | Bemerkung | Lage | Bild |
| ---------------------------------------- | ---------------------------- | --- | ---- | ---- |
| Knesebeckschacht                         | Bad Grund (Harz)             | Grube Hilfe Gottes, Blei, Zink, Silber, Schachtförderung                                                                                               | Lage |      |
| Scholmzeche                              | Bad Lauterberg im Harz       | Blei, Zink, Eisen | Lage |      |
| Klosterstollen Barsinghausen             | Barsinghausen                | ehemaliges Steinkohlenbergwerk | Lage |      |
| Grube Dorothea                           | Clausthal-Zellerfeld         | Silber, Bleiglanz; Kontakt: Oberharzer Bergwerksmuseum                                                                                                 | Lage |      |
| Grube Rosenhof                           | Clausthal-Zellerfeld         | untertägige Radstuben, Welterbe, Kontakt: Oberharzer Bergwerksmuseum                                                                                   | Lage |      |
| Besucherbergwerk Rammelsberg             | Goslar                       | Weltkulturerbe | Lage |      |
| Feggendorfer Stolln                      | Lauenau                      | Steinkohle | Lage |      |
| Besucherbergwerk Grube Lautenthals Glück | Langelsheim, OT Lautenthal   | Bleiglanz, Zinkblende; untertägige schiffbare Wasserstrecke, knapp 100 m lang befahrbar                                                                | Lage |      |
| Museum Industriekultur                   | Osnabrück                    | Steinkohle; Befahrung über Haseschacht, mit 300 m untertägiger, historischer Strecke                                                                   | Lage |      |
| Hüttenstollen Osterwald                  | Salzhemmendorf, OT Osterwald | Steinkohle | Lage |      |
| Grube Catharina Neufang                  | Sankt Andreasberg            | Blei, Silber, Abbauweitungen; Zugang über Grube Samson                                                                                                 | Lage |      |
| Lehrbergwerk Grube Roter Bär             | Sankt Andreasberg            | ehemaliges Eisenerzbergwerk; großer Wert wird auf eine bestmögliche Bewahrung des ursprünglichen Zustandes gelegt; dient auch der Trinkwassergewinnung | Lage |      |
| Besucherbergwerk Grube Samson            | Sankt Andreasberg            | letzte funktionstüchtige Fahrkunst der Welt, Weltkulturerbe                                                                                            | Lage |      |
| Grube Wennsglückt                        | Sankt Andreasberg            | Silber, Kupferkies, Kobalt; Betrieb als Teil des Lehrbergwerks Grube Roter Bär                                                                         | Lage |      |
| 19-Lachter-Stollen                       | Wildemann                    | Blei, Zink, Wasserkraft | Lage |      |

### Nordrhein-Westfalen
| Name                                                              | Gemeinde                           | Bemerkung | Lage | Bild |
| ----------------------------------------------------------------- | ---------------------------------- | --- | ---- | ---- |
| Schieferschaubergwerk Raumland                                    | Bad Berleburg, OT Raumland         | Schieferbergwerk | Lage |      |
| Erzbergwerk Ramsbeck                                              | Bestwig, OT Ramsbeck               | ehemaliges Blei- und Zinkbergwerk; Untertagebereich und Grubenbahn                                                                             | Lage |      |
| Besucherbergwerk Graf Wittekind                                   | Dortmund, OT Syburg                | Steinkohle, ca. 500 m Streckennetz befahrbar, Grubenbaue der Stollenzechen „Schleifmühle“ und „Graf Wittekind“, teilweise aus der Zeit um 1740 | Lage |      |
| Grube Wohlfahrt                                                   | Hellenthal, OT Rescheid            | Blei, Zink, Bergmanns-Kunst | Lage |      |
| Stahlberger Erbstollen                                            | Hilchenbach, OT Müsen              | Eisen | Lage |      |
| Barbarastollen                                                    | Köln                               | Schaubergwerk der Universität |      |      |
| Grube Altenberg                                                   | Kreuztal, OT Littfeld              | Eisen, Blei, Zink; Altenbergstollen | Lage |      |
| Besucherbergwerk Kilianstollen                                    | Marsberg                           | Kupfer, bunte Sekundärmineralien | Lage |      |
| Besucherbergwerk Wodanstolln                                      | Neunkirchen, OT Salchendorf        | Eisen | Lage |      |
| Besucherbergwerk Grube Günnersdorf                                | Mechernich                         | Blei, Zink | Lage |      |
| Besucherbergwerk Philippstollen                                   | Olsberg                            | Eisen | Lage |      |
| Bleierzgrube Neu-Glück                                            | Plettenberg                        | Bleierz | Lage |      |
| Besucherbergwerk Kleinenbremen                                    | Porta Westfalica, OT Kleinenbremen | ehemaliges Eisenerz-Bergwerk | Lage |      |
| Reinhold-Forster-Erbstollen                                       | Siegen, OT Eiserfeld               | Eisen; Stollenportal | Lage |      |
| Grube Silberhardt                                                 | Windeck, OT Öttershagen            | Silber, Blei, Eisen, Kupfer, Zink | Lage |      |
| Zeche Nachtigall                                                  | Witten, OT Bommern                 | Steinkohle | Lage |      |
| Forschungs- und Besucherbergwerk Stock & Scherenberger Erbstollen | Sprockhövel                        | Steinkohle, Eisenstein, Beginn Mitte 18. Jahrhundert                                                                                           | Lage |      |

### Rheinland-Pfalz
| Name                               | Gemeinde                       | Bemerkung                                                                             | Lage | Bild |
| ---------------------------------- | ------------------------------ | ------------------------------------------------------------------------------------- | ---- | ---- |
| Grube Wilhelm                      | Antweiler                      | Kupfer                                                                                | Lage |      |
| Besucherbergwerk Schmittenstollen  | Bad Münster am Stein-Ebernburg | Quecksilber                                                                           | Lage |      |
| Schaubergwerk Mühlenberger Stollen | Bleialf                        | Blei                                                                                  | Lage |      |
| Besucherbergwerk Herrenberg        | Bundenbach                     | Schiefer                                                                              | Lage |      |
| Alvenslebenstollen                 | Burglahr                       | Wasserlösungsstollen der Grube Louise; 400 m von 1546 m begehbar                      | Lage |      |
| Besucherbergwerk Fell              | Fell                           | historisches Dachschieferbergwerk                                                     | Lage |      |
| Kupferbergwerk Fischbach           | Fischbach                      | Kupfer, historische Erzaufbereitung und Verhüttung, große Weitungen, Sekundärminerale | Lage |      |
| Edelsteinmine Steinkaulenberg      | Idar-Oberstein                 | Edelsteine                                                                            | Lage |      |
| Grube Maria                        | Imsbach                        | Eisen; Lehrpfad                                                                       | Lage |      |
| Weiße Grube                        | Imsbach                        | Kupfer, Kobalt, Roteisen, Silber, Eisen; Lehrpfad                                     | Lage |      |
| Römerbergwerk Meurin               | Kretz                          | 2000 Jahre altes Tuffbergwerk                                                         | Lage |      |
| Besucherbergwerk Grube Bendisberg  | Langenfeld, OT St. Jost        | Blei- und Zinkerz                                                                     | Lage |      |
| Dachschieferbergwerk Assberg       | Limbach                        | Dachschiefer-Bergbau seit 1548; frei zugänglich                                       | Lage |      |
| Eisenerzgrube Edelstein            | Luckenbach                     | Eisen                                                                                 | Lage |      |
| Lavakeller (Mendig)                | Mendig, OT Niedermendig        | Untertägige Trachytsteinbrüche und Vulkanmuseum Lava-Dome                             | Lage |      |
| Pützlöcher                         | Newel, OT Butzweiler           | Kupfer, römischer Bergbau                                                             | Lage |      |
| St.-Anna-Stollen                   | Nothweiler                     | Eisen                                                                                 | Lage |      |
| Grube Bindweide                    | Steinebach/Sieg                | Eisen                                                                                 | Lage |      |
| Grube Georg                        | Willroth                       | erhaltener Förderturm des Eisenerzbergbaus                                            | Lage |      |
| Kalkbergwerk am Königsberg         | Wolfstein                      |                                                                                       | Lage |      |

### Saarland
| Name                                          | Gemeinde                     | Bemerkung                                                                      | Lage | Bild |
| --------------------------------------------- | ---------------------------- | ------------------------------------------------------------------------------ | ---- | ---- |
| Schaubergwerk im Saarländischen Bergbaumuseum | Bexbach                      | unterirdische Bergbau-Schauanlage im Museum                                    | Lage |      |
| Kupferbergwerk Düppenweiler                   | Beckingen                    | Kupfer                                                                         | Lage |      |
| Schlossberghöhlen                             | Homburg                      | größte Buntsandsteinhöhlen Europas                                             | Lage |      |
| Kupferbergwerk Walhausen                      | Nohfelden, OT Saar           | Kupfer, Blei                                                                   | Lage |      |
| Erlebnisbergwerk Velsen                       | Saarbrücken                  | Steinkohle                                                                     | Lage |      |
| Besucherbergwerk Rischbachstollen             | St. Ingbert                  | Steinkohle                                                                     | Lage |      |
| Emilianus-Stollen                             | Wallerfangen, OT St. Barbara | Kupfer, Azurit, Malachit; römisches Bergwerk aus dem 2./3. Jahrhundert n. Chr. | Lage |      |

### Sachsen
| Name                                                                                            | Gemeinde                                                    | Bemerkung | Lage | Bild |
| ----------------------------------------------------------------------------------------------- | ----------------------------------------------------------- | --- | ---- | ---- |
| Neubeschert-Glück-Stollen                                                                       | Altenberg                                                   | Neben der historischen Erzwäsche kann im Bergbaumuseum Altenberg der Neubeschert-Glück-Stollen besichtigt werden, ein Erkundungsstollen auf Zinn aus dem 19. Jahrhundert am Rand der Altenberger Pinge. | Lage |      |
| Besucherbergwerk Vereinigt Zwitterfeld zu Zinnwald                                              | Altenberg, OT Zinnwald                                      | historisches Zinnbergwerk; Befahrung des Tiefen-Bünau-Stollns | Lage |      |
| Im Gößner                                                                                       | Annaberg-Buchholz                                           | Silberbergwerk aus der Zeit um 1500 im Erzgebirgsmuseum | Lage |      |
| Erlebnisbergwerk Dorothea-Stolln                                                                | Annaberg-Buchholz, OT Cunersdorf                            | ehemaliger Abbau von Silber, Kobalt-, Kupfer- und Nickelerzen sowie Pechblende; die Befahrung des Abschnitts Himmlisch Heer beinhaltet eine 1,5-stündige Bootsfahrt | Lage |      |
| Besucherbergwerk Markus-Röhling-Stolln                                                          | Annaberg-Buchholz, OT Frohnau                               | Darstellung des Silber- und Kobaltbergbaus von 1500 bis 1857, untertägiges funktionstüchtiges 9m-Wasserrad (Nachbau) | Lage |      |
| Besucherbergwerk Fundgrube St. Briccius                                                         | Annaberg-Buchholz, OT Geyersdorf                            | Darstellung des Bergbaus auf silberhaltige Kupfererze in den Gesteinen der Annaberger Gneiskuppel am Osthang des Pöhlbergs | Lage |      |
| Vestenburger oder Irrgänger Stolln                                                              | Aue                                                         | Zinn | Lage |      |
| Besucherbergwerk Reichenbach-Stolln (Kuttenzeche oder auch Kuttenbergwerk Lößnitz)              | Lößnitz                                                     | Bergbau zwischen 1500 und 1927 auf Silber, Bleiglanz und Arsenkies | Lage |      |
| Besucherbergwerk Marie-Louise-Stolln                                                            | Bad Gottleuba-Berggießhübel, OT Berggießhübel               | Magneteisenerz, Kupfererze; Gesundheitseinfahrten zum Ruhestollen | Lage |      |
| Besucherbergwerk Bad Schlema                                                                    | Bad Schlema                                                 | Sohlenbefahrung des Marx-Semler-Stollns über den sanierten Schacht 15IIb im ehemaligen Grubenfeld Wismut Objekt 02; Darstellung des Silber- und Uranbergbaus im Schlemaer Revier | Lage |      |
| Lehrstollen am Silberbach                                                                       | Bad Schlema                                                 | Befahrung einer Strecke von 1300 m des Stollens 35 (historischer Schöller Friedens Stolln) aus den Zeiten der Wismut vom Eingang bis zum Füllort Schacht 12 und zurück. Der Stolln befindet sich im Bereich des Schachts 280 im ehemaligen Grubenfeld Wismut Objekt 02; Darstellung des Uranbergbaus im Schlemaer Revier                                                                                         | Lage |      |
| Schauanlage Bartholomäusschacht                                                                 | Brand-Erbisdorf, OT Erbisdorf                               | bedeutende Silbergrube des südlichen Freiberger Bergreviers, Schacht bis in 25 m Teufe zu befahren | Lage |      |
| Besucherbergwerk St. Christoph                                                                  | Breitenbrunn                                                | ehemaliger Abbau von Magneteisenerz, Zinnstein und Sulfiden | Lage |      |
| Besucherstolln Oberer Rother Adler                                                              | Breitenbrunn, OT Rittersgrün                                | bedeutendes Bergwerk auf Roteisenstein aus dem 19. Jahrhundert | Lage |      |
| Besucherstolln Fuchsloch, auch Fuchsstolln                                                      | Breitenbrunn, OT Rittersgrün                                | mittelalterlicher, geschlägelter Stolln, Besucherbergwerk geschlossen | Lage |      |
| Besucherbergwerk Felsendome Rabenstein                                                          | Chemnitz                                                    | ehemaliger Teil des Rabensteiner Marmorkomplexes; 700 Meter lange Befahrung zu Fuß zum Domsaal und Marmorsaal; grüne Grotte mit Bergsee ist Eingang zum Höhlentauchen | Lage |      |
| Besucherbergwerk Fortuna-Stolln                                                                 | Deutschneudorf, OT Deutschkatharinenberg                    | bekannt für die verdeckten Transporte am Ende des Zweiten Weltkriegs und die anschließenden massiven Verfüllungen; historische Kupfer- und Silbergrube; Dokumentation über das verschollene Bernsteinzimmer; funktionstüchtige Kolbendampfmaschine (1922) | Lage |      |
| Besucherbergwerk Gewerkschaft Aurora Erbstolln                                                  | Dorfhain                                                    | Haspelschachtanlage, Firsten- und Stroßenbaue; ehemaliger Abbau von silberhaltigem Blei- und Kupfererz, Baryt und Fluorit | Lage |      |
| Zinngrube Ehrenfriedersdorf                                                                     | Ehrenfriedersdorf                                           | Besucherbergwerk und Mineralogisches Museum, Edelsteinschleiferei, Darstellung der 750-jährigen Geschichte des Zinn- und Silberbergbaus, untertägiges funktionstüchtiges 4m-Wasserrad mit Pumpe (Nachbau) | Lage |      |
| Besucherbergwerk Freiberg Reiche Zeche                                                          | Freiberg                                                    | Silber, später Blei, Zink; obertägige Ausstellung in der Grube Alte Elisabeth, untertägige Führungen in der benachbarten Reichen Zeche; Lehr- und Forschungsbergwerk | Lage |      |
| Schaubergwerk Herkules Frisch Glück                                                             | Grünhain-Beierfeld, OT Waschleithe                          | älteste Schaubergwerk Sachsens; Darstellung des Abbaus von Eisenerz, Kupfer-, Schwefel- und Arsenkies, Zinkblende, Bleiglanz, Silber und Marmor; kleiner und großer Marmorsaal, unterirdischer See | Lage |      |
| Besucherbergwerk St. Lampertus-Schacht                                                          | Hohenstein-Ernstthal, OT Ernstthal                          | gold- und silberhaltiger Arsenkies; ehemals Sachsens ergiebigstes Goldbergwerk, umfangreiche Anlagen, Befahrung über 14 Fahrten | Lage |      |
| Lehr- und Schaubergwerk Frisch Glück „Glöckl“                                                   | Johanngeorgenstadt                                          | Darstellung des Silber-, Wismut und Uranbergbaus | Lage |      |
| Besucherbergwerk Andreas-Gegentrum-Stolln                                                       | Jöhstadt, OT Steinbach                                      | Darstellung des Silber- und Kobaltbergbaus; Winterquartier verschiedener Fledermausarten | Lage |      |
| Besucherbergwerk Stollnsystem „Am Graben“                                                       | Kirchberg                                                   | Eisen, umfangreiches Stollnsystem | Lage |      |
| Altes Kalkbergwerk Miltitz                                                                      | Klipphausen, OT Miltitz                                     | Ehemaliger Kalkstein- und Marmorabbau; beinhaltet Befahrung des Adolf-von-Heynitz-Stollns; diente 1944 bis Frühjahr 1945 als Verlagerungsobjekt für eine Benzinfabrik, wo KZ-Häftlinge unter unmenschlichen Bedingungen arbeiten mussten, von denen 17 ums Leben kamen. | Lage |      |
| Vereinsbergwerk Engländerstolln                                                                 | Langenweißbach, OT Weißbach                                 | Suchstollen auf Wolframit, 1944 von britischen Kriegsgefangenen aufgefahren, mit angeschnittenem und teilweise befahrbaren Altbergbau (auf Silber) der mittelalterlichen Martin-Römer-Grube(n), angeschlossener Bergbaulehrpfad im Areal des wüsten Bergbaugebietes Hohenforst/Fürstenberg | Lage |      |
| Technisches Museum Kalkwerk Lengefeld                                                           | Lengefeld                                                   | Ehemaliger Abbau von Dolomitmarmor; die Exkursion der Knappschaft umfasst einen Rundgang um den alten Tagebau und die Einfahrt in den Wasserabführungsstolln. | Lage |      |
| Besucherbergwerk Wismutstolln und Alte Silberfundgrube Hülfe des Herrn am Erzberge zu Biensdorf | Lichtenau, OT Merzdorf                                      | mittelalterlicher Silbererzbergbau, 1950 Erkundungsobjekt der SAG Wismut auf Uranerze | Lage |      |
| Besucherbergwerk Trau auf Gott-Erbstolln                                                        | Lichtenberg                                                 | Erbstolln für den Silberbergbau, zahlreiche Markscheiderzeichen | Lage |      |
| Besucherbergwerk St. Anna Fundgrube                                                             | Limbach-Oberfrohna, OT Herrnsdorf (zu Wolkenburg-Kaufungen) | mittelalterlicher Kupfer-, Blei- und Silbererzbergbau, im Wolkenburger Revier | Lage |      |
| Besucherbergwerk Segen Gottes Erbstolln                                                         | Limbach-Oberfrohna, OT Uhlsdorf (zu Wolkenburg-Kaufungen)   | mittelalterlicher Kupfer-, Blei- und Silbererzbergbau, im Wolkenburger Revier, seit 2000 nur noch auf Anfrage beim Verein der St. Anna-Fundgrube befahrbar | Lage |      |
| Besucherbergwerk „Gläserstolln“                                                                 | Marienberg, im Hüttengrund                                  | mit Weißtaubner Stolln |      |      |
| Rudolphschacht                                                                                  | Marienberg, OT Lauta                                        | Schacht am Pferdegöpel bis in 20 m Tiefe befahrbar | Lage |      |
| Schaubergwerk (Tiefer)Molchner Stolln                                                           | Marienberg, OT Pobershau                                    | historische Zinn- und Silbergrube | Lage |      |
| Besucherbergwerk Grube Tannenberg                                                               | Muldenhammer, OT Tannenbergsthal                            | historisches Zinnbergwerk | Lage |      |
| Bergbaumuseum Oelsnitz/Erzgebirge (Karl-Liebknecht-Schacht)                                     | Oelsnitz                                                    | ausgewählte Stätte in der Liste zum UNESCO-Welterbe Montanregion Erzgebirge; ehemalige Tagesanlagen des VEB Steinkohlenwerks Karl Liebknecht bzw. später VEB Steinkohlenwerk Oelsnitz/Erzgeb. wo Adolf Hennecke 1948 im Karl-Liebknecht-Schacht seine Hochleistungsschicht fuhr; 400 Meter lange Strecken mit Fördermaschinen und Abbaugerät, größte noch funktionierende Zwillings-Dampffördermaschine Sachsens | Lage |      |
| Besucherbergwerk Gnade Gottes Erbstollen                                                        | Olbernhau                                                   | historischer Buntmetallbergbau für die Saigerhütte Grünthal | Lage |      |
| Alaunbergwerk Ewiges Leben                                                                      | Plauen                                                      | Alaunschiefer-Abbau zwischen 1542 und 1846 | Lage |      |
| Besucherbergwerk Alaunwerk Mühlwand                                                             | Limbach im Vogtland, OT Mühlwand                            | Alaunschiefer-Abbau zwischen 1691 und 1827, farbenprächtige Stollen mit Tropfsteinen und Sintergebilden | Lage |      |
| Besucherbergwerk Alte Hoffnung Erbstolln                                                        | Rossau, OT Schönborn-Dreiwerden                             | Historische Blei-, Kupfer- und Silbergrube; Einfahrt mit Boot | Lage |      |
| Besucherbergwerk Grüner Zweig samt Gnade Gottes Stolln                                          | Schlettau                                                   | Silberbergbau um 1500, mit Kunstradstube und Kunstschächten | Lage |      |
| Besucherbergwerk Fundgrube Weißer Hirsch                                                        | Schneeberg, OT Neustädtl                                    | Darstellung des Silber-, Kobalt-, Wismut und Nickelbergbaus im Kunst- und Treibeschacht der Fundgrube Weißer Hirsch, Schacht 3 der SDAG Wismut im ehemaligen Grubenfeld Wismut Objekt 03; Dokumentation des Uranbergbaus im Schneeberger Revier, die Aufschlagrösche der Grube kann bis zum Turbinenschacht besichtigt werden                                                                                    | Lage |      |
| Fundgrube Wolfgang Maßen                                                                        | Schneeberg, OT Wolfgangmaßen                                | Silber, Kobalt; untertägige Pochradstube des übertägigen Pochwerkhauses kann zu besonderen Terminen besichtigt werden | Lage |      |
| Fundgrube und Erbstollen Morgenstern (Besucherbergwerk Luchsbachtal Pöhla)                      | Schwarzenberg, OT Pöhla                                     | Zinn, Eisen, Silber, Wolfram; mittelalterlicher Bergbau aus dem 15. Jahrhundert, fluoreszierendes Wolframerz | Lage |      |
| Besucherbergwerk Zinnkammern Pöhla-Tellerhäuser                                                 | Schwarzenberg, OT Pöhla                                     | Zinn- und Urangrube; 3000 Meter Befahrung zur Lagerstätte „Hämmerlein“, Darstellung des Wismutbergbaus (Bohrarbeiten, Ladearbeiten, Bohr- und Zündschema im Horizontalvortrieb, Firstenstoßbau mit Befahrung des Abbaublocks, Streckenausbau) | Lage |      |
| Segen Gottes Erbstolln Seiffen                                                                  | Seiffen                                                     | Betreiber ist die Gemeinde Kurort Seiffen/Bürgermeisteramt |      |      |
| Besucherbergwerk Segen Gottes Erbstollen                                                        | Striegistal, OT Gersdorf                                    | eine der ältesten Silbergruben Sachsens. Zwei originale Wassersäulenmaschinen sind Teil der zweistündigen Führung. | Lage |      |
| Wille Gottes Stolln                                                                             | Thalheim                                                    | Arsenkies | Lage |      |
| Besucherbergwerk „Am Steghaus“                                                                  | Zschopau                                                    | Nebengrube der „Heilige-Dreifaltigkeits-Fundgrube“, die silberhaltigen Bleiglanz abbaute | Lage |      |
| Besucherbergwerk St. Anna am Freudenstein                                                       | Zschorlau                                                   | historische Silbergrube; Befahrung auch des Oberen und Unteren Troster Stollns | Lage |      |

### Sachsen-Anhalt
| Name                                            | Gemeinde                                         | Bemerkung                                                                              | Lage | Bild |
| ----------------------------------------------- | ------------------------------------------------ | -------------------------------------------------------------------------------------- | ---- | ---- |
| Straßberger Bergwerksmuseum mit Grube Glasebach | Harzgerode, OT Straßberg                         | Flussspat                                                                              | Lage |      |
| Schaubergwerk Büchenberg                        | Oberharz am Brocken, OT Stadt Elbingerode (Harz) | Eisen                                                                                  | Lage |      |
| Besucherbergwerk Drei Kronen & Ehrt             | Oberharz am Brocken, OT Stadt Elbingerode (Harz) | ehemalige Grube Schwefelkies-Einheit; Besucherbergwerk ab 1. November 2015 geschlossen | Lage |      |
| Schaubergwerk Röhrigschacht                     | Sangerhausen, OT Wettelrode                      | ehemaliges Kupferschiefer-Bergwerk                                                     | Lage |      |

### Thüringen
| Name                                  | Gemeinde                                               | Bemerkung                                                                          | Lage | Bild |
| ------------------------------------- | ------------------------------------------------------ | ---------------------------------------------------------------------------------- | ---- | ---- |
| Schaubergwerk „Am Aschenberg“         | Bad Liebenstein                                        | Bergbautechnik in einem alten Bierkeller                                           | Lage |      |
| Besucherbergwerk „Hühn“               | Brotterode-Trusetal, OT Trusetal                       | ehemalige Schwer- und Flussspatgrube                                               | Lage |      |
| Marienglashöhle                       | Friedrichroda                                          | Gipsabbau (Marienglas), Kupferschiefer                                             | Lage |      |
| Besucherbergwerk Rabensteiner Stollen | Harztor, OT Ilfeld                                     | Steinkohlebergwerk im Harz                                                         | Lage |      |
| Besucherbergwerk Lange Wand           | Harztor, OT Niedersachswerfen                          | Kupferschiefer                                                                     | Lage |      |
| Schaubergwerk Volle Rose              | Ilmenau                                                | Fluss- und Schwerspat                                                              | Lage |      |
| Besucherbergwerk Vereinigte Reviere   | Kamsdorf                                               | Eisen, Silber, Kupfer                                                              | Lage |      |
| Erlebnisbergwerk Merkers              | Krayenberggemeinde, OT Merkers                         | Salzbergwerk; Versteck von Nazigold während des Zweiten Weltkriegs                 | Lage |      |
| Feengrotten                           | Saalfeld                                               | Alaunschiefer                                                                      | Lage |      |
| Besucherbergwerk Mellestollen         | Verbandsgemeinde Saalfelder Höhe, OT. Wittmannsgereuth | Eisenerz; Besichtigungstermine sind über das Waldhotel Mellestollen zu vereinbaren | Lage |      |
| Besucherbergwerk Finstertal           | Schmalkalden, OT Asbach                                | ehemalige Eisen- und Braunsteingrube                                               | Lage |      |
| Schaubergwerk Morassina               | Schmiedefeld                                           | Alaunbergbau, Sekundärminerale                                                     | Lage |      |
| Erlebnisbergwerk Glückauf             | Sondershausen                                          | Kalibergwerk                                                                       | Lage |      |
| Besucherbergwerk Schwarze Crux        | Suhl, OT Vesser                                        | Eisenerzbergbau (Magnetit)                                                         | Lage |      |
| Märchen- und Sandsteinhöhle           | Walldorf                                               | Sandbergwerk                                                                       | Lage |      |